# صهیونیسم کارگری
صهیونیسم کارگری (عبری: צִיּוֹנוּת סוֹצְיָאלִיסְטִית) یا صهیونیسم سوسیالیستی جناح چپ جنبش صهیونیسم است. این جناح سال‌ها بیشترین گرایش را در میان صهیونیست‌ها و سازمان‌های صهیونیستی جذب خود می‌کرد. این جناح خود را به عنوان بخش صهیونیستی جنبش‌های کارگری تاریخی یهودی شرق و مرکز اروپا که نهایتاً به واحدهای بومی در بیشتر کشورهای دارای جمعیت بزرگ یهودی بدل شده بودند می‌دید. برخلاف گرایش «صهیونیسم سیاسی» بنیان گذاشته شده به وسیلهٔ تئودور هرتسل و مورد حمایت حییم وایزمن، صهیونیست‌های کارگری معتقد نبودند که تنها با توسل به جامعهٔ بین‌المللی یا به کشور مقتدری چون بریتانیا، آلمان یا امپراتوری عثمانی می‌توان دولت یهودی را ایجاد کرد. در عوض، آنان بر این اعتقاد بودند که دولت یهودی را تنها از طریق تلاش‌های طبقه کارگر یهودی سکنی گزیننده در فلسطین و ایجاد دولتی از طریق یک جامعه ترقی خواه یهودی با کیبوتصیسم روستایی و پرولتاریای یهودی شهری موشاوی می‌توان ایجاد کرد.